# Reni
Reni (ukrainsk: Рені́, ukrainsk udtale: [reˈn⁽ʲ⁾i]; rumænsk: Reni; russisk: Рени) er en lille by i Odessa oblast (provinsen) i det sydlige Ukraine. Den ligger i det  historiske distrikt Budjak i Bessarabien. Reni ligger på den venstre bred af Donau. Bebyggelsen blev grundlagt omkring 1548 og fik bystatus i 1821. Byen har 17.736 (2022) indbyggere.
Den omkringliggende Reni rajon omfatter ca. 38.000 mennesker (inklusive dem i byen), hvoraf 49 % er etniske moldovere, 18 % ukrainere, 15 % russere, 8,5 % bulgarer og 8 % gagauzere.
Der er seks skoler, en filial af Oles Honchar Dnipro National University, og tre ukrainsk-ortodokse kirkebygninger. Den er også hjemsted for Verdenskirkens lys.

## Gallery
- Frihedsgaden
- Soldatergrave
- Regionalt historisk museum
- Kristi Himmelfarts katedralen
- Traditionelle huse i Reni
- Havnen
- Sankt Konstantin og Helena-kirken